# Elisabeth Nordeng
Elisabeth Nordeng (tidigare gift under namnet Samnøy), född 29 maj 1968, är en norsk författare och företagsledare inom alternativmedicin och nyandlighet.
Elisabeth Nordeng träffade 2007 prinsessan Märtha Louise av Norge på en kurs om klärvoajans och de två väckte stor och omdebatterad uppmärksamhet i Norge och internationellt, då de därefter gemensamt startade institutet Astarte Education (numera Astarte Inspiration) för internationellt inriktad bildningsverksamhet inom nyandlighet och healing, bland annat kommunikation med änglar och andevärlden. De två har också skrivit böcker ihop inom dessa ämnen, utgivna i ett flertal länder.